# Franz Volkmar Reinhard
Franz Volkmar Reinhard (Vohenstrauß, 12 marzo 1753 – Dresda, 6 settembre 1812) è stato un teologo tedesco.

## Biografia
Dopo la laurea conseguita all'Università di Wittenberg, Reinhard è diventato libero docente nella stessa università nel 1777. Nel 1780 è diventato professore associato di filosofia  e teologia e nel 1782 è stato nominato professore ordinario. Ordinato ministro della chiesa evangelica, nel 1784 è diventato preposto della chiesa dell’università. Nel 1790-1791 è stato rettore dell’università di Wittenberg. Nel 1792 si è trasferito a Dresda, dove è diventato primo predicatore di corte e consigliere ecclesiastico.
Reinhard è stato una figura preminente della prima fase della ricerca del Gesù storico. Ha scritto diversi libri e i suoi sermoni sono stati raccolti in volume.

## Libri
- Versuch über den Plan, welchen der Stifter der christlichen Religion zum Besten der Menschheit entwarf (1781)
- Vorlesungen über die Dogmatik (1801)
- System der christlichen Moral (fünf Bände; 1802–1816)
- Predigt am Reformationsfeste des Jahres (1807)
- Geständnisse seine Predigten und seine Bildung zum Prediger betreffend (1810)
- Briefe veranlasst durch Reinhards Geständnisse (1811)
- Sämtliche Predigten (42 Bände, 1815–1821)